# Paavo
Paavo ist ein finnischer und estnischer Vorname.

## Herkunft und Bedeutung
Paavo ist die finnische Variante von Paul.

## Varianten
Finnische Varianten des Namens Paul sind neben Paavo auch Paavali und Pauli.

## Namenstag
Namenstag von Paavo ist in Finnland und Estland am 25. Januar (Pauli Bekehrung).

## Namensträger
- Paavo Aaltonen (1919–1962), finnischer Geräteturner
- Paavo Arhinmäki (* 1976), finnischer Politiker
- Paavo Haavikko (1931–2008), finnischer Schriftsteller
- Paavo Heininen (1938–2022), finnischer Komponist
- Paavo Järvi (* 1962), US-amerikanischer Dirigent estnischer Herkunft
- Paavo Korhonen (1928–2019), finnischer Nordischer Kombinierer
- Paavo Kotila (1927–2014), finnischer Langstreckenläufer
- Paavo Lipponen (* 1941), finnischer Politiker
- Paavo Lonkila (1923–2017), finnischer Skilangläufer
- Paavo Lukkariniemi  (* 1941), finnischer Skispringer
- Paavo Nurmi (1897–1973), finnischer Langstreckenläufer
- Paavo Puurunen (* 1973), finnischer Biathlet
- Paavo Ruotsalainen (1777–1852), finnischer Erweckungsprediger
- Paavo Väyrynen (* 1946), finnischer Politiker
- Paavo Vierto (1915–1941), finnischer Skispringer
- Paavo Yrjölä (1902–1980), finnischer Leichtathlet

als Zwischenname:
- Timo Paavo Nieminen (* 1944), finnischer Politiker
- Olavi Paavo Vuorisalo (1933–2024), finnischer Langstreckenläufer

Sonstige:
- Pekka Johansson (1895–1983), finnischer Speerwerfer, eigentlich Paavo Johansson-Jaale

## Sonstiges
Der finnische Name des Hauptcharakters der Zeichentrickserie SpongeBob Schwammkopf von Stephen Hillenburg lautet Paavo Pesusieni.